# 沃巴什波因特 (伊利諾伊州)
沃巴什波因特（英語：Wabash Point）是位於美國伊利諾伊州科爾斯縣的一個非建制地區。該地的面積和人口皆未知。

## 地理
沃巴什波因特的座標為39°26′32″N 88°25′15″W / 39.44222°N 88.42083°W，而該地的平均海拔高度為215米（即705英尺）。